# 深耕堡
深耕堡，是台灣中部自清治時期至日治初期的一個行政區劃，其範圍包括今彰化縣的竹塘鄉、大城鄉全部、芳苑鄉南部及二林鎮東南部一小塊地區。
深耕堡北邊為二林下堡，東邊為東螺西堡，南隔濁水溪與西螺堡、布嶼堡、海豐堡相望。

## 管轄街庄
深耕堡共轄33個庄：
- 今二林鎮境內：磘庄、丈八斗庄
- 今竹塘鄉境內：內蘆竹塘庄、鹿藔庄、九塊厝庄、內新厝庄、下溪墘庄、番仔藔庄、田頭庄、樹仔腳庄、五庄仔庄、面前厝庄
- 今大城鄉境內：三塊厝庄、外五間藔庄、山藔庄、公館庄、西港庄、頂海墘厝庄、下海墘厝庄、下牛稠庄、下山腳庄、頂山腳庄、魚藔庄、大城厝庄、潭墘庄、尤厝庄
- 今芳苑鄉境內：新街庄、番挖庄、路上厝庄、後藔庄、溝仔墘庄、頂廍仔庄、埤腳庄